# Echinophrictis
Echinophrictis é um gênero de mariposa pertencente à família Acrolepiidae.